# سوجینه
سوجینه جماعت و شهرکی در غرب تاجیکستان است که در ناحیهٔ پنجکنت ولایت سغد قرار دارد. جمعیت این جماعت ۱۰٬۲۵۳ نفر است.